# Paul W. Shafer

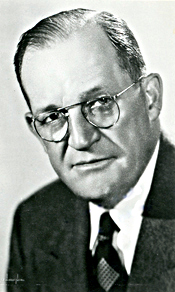
Paul W. Shafer

Paul Werntz  Shafer (* 27. April 1893 in Elkhart, Elkhart County, Indiana; † 17. August 1954 in Washington, D.C.) war ein US-amerikanischer Politiker. Zwischen 1937 und 1954 vertrat er den Bundesstaat Michigan im US-Repräsentantenhaus.

## Werdegang
Noch in seiner Jugend zog Paul Shafer mit seinen Eltern nach Three Rivers in Michigan, wo er die öffentlichen Schulen besuchte. Danach setzte er seine Ausbildung am Ferris Institute, der heutigen Ferris State University in Big Rapids, fort. Anschließend studierte er mit Hilfe eines Fernstudiums am Blackstone Institute in Chicago Jura. In den folgenden Jahren wurde Shafer in den Staaten Indiana und Michigan im Zeitungsgeschäft tätig. Er arbeitete für verschiedene Zeitungen als Reporter, Verleger und Herausgeber. In den Jahren 1916 und 1917 war er Mitglied der Staatsmiliz von Indiana. Zwischen 1929 und 1936 fungierte Shafer als städtischer Richter in Battle Creek.
Politisch war Shafer Mitglied der Republikanischen Partei. Bei den Kongresswahlen des Jahres 1936 wurde er im dritten Wahlbezirk von Michigan in das US-Repräsentantenhaus in Washington gewählt, wo er am 3. Januar 1937 die Nachfolge von Verner Main antrat. Nach acht Wiederwahlen konnte er bis zu seinem Tod am 17. August 1954 im Kongress verbleiben. Kurz vor seinem Tod war er am 3. August 1954 von seiner Partei für die Wahlen des Jahres 1954 erneut nominiert worden. Zu Beginn von Shafers Amtszeit im US-Repräsentantenhaus wurden dort noch bis 1941 weitere New-Deal-Gesetze der Bundesregierung verabschiedet, denen seine Partei aber eher ablehnend gegenüberstand. Seit 1941 war auch die Arbeit des Kongresses von den Ereignissen des Zweiten Weltkrieges und dessen Folgen bestimmt. Während seiner letzten Jahre in Washington erlebte Shafer den Beginn des Kalten Krieges, den Koreakrieg und den Anfang der Bürgerrechtsbewegung. Paul Shafer wurde in Battle Creek beigesetzt. Er war mit Ila Mack verheiratet.